# Feistritz (flod)
Floden Feistritz är en 115 km lång biflod till floden Lafnitz i den österrikiska delstaten Steiermark.
Den rinner upp i bergsområdet Wechsel nära berget Stuhleck. Floden rinner söderut mellan Fischbachalperna  och Joglland och bildar flera raviner, som t.ex. Freienbergklamm, Stubenbergklamm eller Herbersteinklamm, där slottet Herberstein ligger. Feistritz mynnar i Lafnitz sydöst om Fürstenfeld.
Medelvattenföringen är 7,5 m³/s .